# Struikzakspinnen
De struikzakspinnen of zakspinnen (Clubionidae) zijn een familie van spinnen. De familie telt 15 geslachten met daarin ruim 500 soorten.

## Geslachten
- Arabellata Baert, Versteirt & Jocqué, 2010
- Carteroniella Strand, 1907
- Carteronius Simon, 1897
- Clubiona Latreille, 1804
- Clubionina Berland, 1947
- Dorymetaecus Rainbow, 1920
- Elaver O. P.-Cambridge, 1898
- Malamatidia Deeleman-Reinhold, 2001
- Matidia Thorell, 1878
- Nusatidia Deeleman-Reinhold, 2001
- Pristidia Deeleman-Reinhold, 2001
- Pteroneta Deeleman-Reinhold, 2001
- Scopalio Deeleman-Reinhold, 2001
- Simalio Simon, 1897
- Tixcocoba Gertsch, 1977

## Taxonomie
- Zie Lijst van struikzakspinnen voor een volledig overzicht.

## Soorten in België
De volgende struikzakspinnen komen in België voor:
- Clubiona brevipes - (Blackwall, 1841) - (Kortpootzakspin)
- Clubiona caerulescens - (L. Koch, 1867) - (Glanzende zakspin)
- Clubiona comta - (C.L. Koch, 1839) - (Bonte zakspin)
- Clubiona corticalis - (Walckenaer, 1802) - (Schorszakspin)
- Clubiona diversa - (O. P.-Cambridge, 1862) - (Vale zakspin)
- Clubiona frisia - (Wunderlich & Schuett, 1995) - (Beekzakspin)
- Clubiona frutetorum - (L. Koch, 1867) - (Struweelzakspin)
- Clubiona genevensis - (L. Koch, 1866) - (Graszakspin)
- Clubiona germanica - (Thorell, 1871) - (Duitse zakspin)
- Clubiona juvenis - (Simon, 1878) - (Zeggenzakspin)
- Clubiona leucaspis - Simon, 1932 (Witrugzakspin)
- Clubiona lutescens - (Westring, 1851) - (Griendzakspin)
- Clubiona neglecta - (O. P.-Cambridge, 1862) - (Kortkaakzakspin)
- Clubiona pallidula - (Clerck, 1757) - (Boomzakspin)
- Clubiona phragmitis - (C.L. Koch, 1843) - (Rietzakspin)
- Clubiona pseudoneglecta - (Wunderlich, 1994) - (Langkaakzakspin)
- Clubiona reclusa - (O. P.-Cambridge, 1863) - (Zompzakspin)
- Clubiona similis - (L. Koch, 1867)
- Clubiona stagnatilis - (Kulczyński, 1897) - (Moeraszakspin)
- Clubiona subsultans - (Thorell, 1875) - (Dennezakspin)
- Clubiona subtilis - (L. Koch, 1867) - (Kleine zakspin)
- Clubiona terrestris - (Westring, 1851) - (Gewone zakspin)
- Clubiona trivialis - (C.L. Koch, 1843) - (Moszakspin)

## Soorten in Nederland
De volgende struikzakspinnen komen in Nederland voor:
- Clubiona brevipes - (Blackwall, 1841) - (Eikenzakspin)
- Clubiona caerulescens - (L. Koch, 1867) - (Glanzende zakspin)
- Clubiona comta - (C.L. Koch, 1839) - (Bonte zakspin)
- Clubiona corticalis - (Walckenaer, 1802) - (Schorszakspin)
- Clubiona diversa - (O. P.-Cambridge, 1862) - (Vale zakspin)
- Clubiona frisia - (Wunderlich & Schuett, 1995) - (Beekzakspin)
- Clubiona frutetorum - (L. Koch, 1867) - (Struweelzakspin)
- Clubiona genevensis - (L. Koch, 1866) - (Graszakspin)
- Clubiona germanica - (Thorell, 1871) - (Duitse zakspin)
- Clubiona juvenis - (Simon, 1878) - (Zeggenzakspin)
- Clubiona lutescens - (Westring, 1851) - (Griendzakspin)
- Clubiona neglecta - (O. P.-Cambridge, 1862) - (Kortkaakzakspin)
- Clubiona norvegica - Strand, 1900
- Clubiona pallidula - (Clerck, 1757) - (Boomzakspin)
- Clubiona phragmitis - (C.L. Koch, 1843) - (Rietzakspin)
- Clubiona pseudoneglecta - (Wunderlich, 1994) - (Langkaakzakspin)
- Clubiona reclusa - (O. P.-Cambridge, 1863) - (Zompzakspin)
- Clubiona rosserae - Locket, 1953 (Rossers zakspin)
- Clubiona stagnatilis - (Kulczyński, 1897) - (Moeraszakspin)
- Clubiona subsultans - (Thorell, 1875) - (Dennenzakspin)
- Clubiona subtilis - (L. Koch, 1867) - (Kleine zakspin)
- Clubiona terrestris - (Westring, 1851) - (Gewone zakspin)
- Clubiona trivialis - (C.L. Koch, 1843) - (Moszakspin)